# Euploea paraclaudina
Euploea paraclaudina är en fjärilsart som beskrevs av Henry Maurice Pendlebury 1939. Euploea paraclaudina ingår i släktet Euploea och familjen praktfjärilar. Inga underarter finns listade i Catalogue of Life.